# Сандакі
Сандакі (Сандікі, Сантігі) (д/н — 1390) — 17-й манса імперії Малі у 1389—1390 роках.

## Життєпис
Походження його достеменно невідоме. За різними відомостями був онуком канкоро-сегуя (на кшталт візира) Марі Діати. Інші дослідники розглядають їз як одну особу. З огляду на першу гіпотезу, ім'я його невідоме, оскільки сандакі є посадою, що відповідає великому раднику, можливо також обіймав посаду діон-сандікі (начальника палацових рабів). Втім канкоро-сегуя міг також поєднувати усі посади.
Відомо лише, що сандакі набув впливу при правлінні манси Муси II, можливо успадкувавши від діда. Водночас став готуватися для захоплення влади, для чого одружився з матір'ю манси. 1387 року повалив того, поставивши на трон брата Муси II — Магана II. Але той виступив проти сандакі, зазнав поразки й загинув 1389 року. Лише після цього він здобув владу. Але вже 1390 року сандакі було повалено представником династії Кейта — Махмудом.